# Propergol composite
On appelle propergol composite un propergol solide constitué d'une matrice macromoléculaire en polymère combustible, appelée liant, chargée d'un oxydant solide pulvérulent et, très souvent, d'un métal pulvérulent jouant le rôle de combustible avec le liant. Oxydants et réducteurs ne sont pas présents au sein de la même molécule.

## Liants
Le liant d'un propergol composite doit remplir plusieurs conditions :
- il doit être liquide pendant le mélange des constituants du propergol
- il doit être chimiquement compatible avec l'oxydant
- il doit pouvoir absorber des taux de charge très importants
- il doit présenter une élasticité propre à garantir la cohésion du bloc lors de la mise à feu et pendant la combustion.

Les liants traditionnels des propergols composites sont faits à hauteur de 70 à 80 % d'un pré-polymère qui leur confère l'essentiel de leurs propriétés à travers la nature de ses résidus polymérisés (butadiène H2C=CH–CH=CH2, acrylonitrile H2C=CH–C≡N ou isobutène H2C=C(CH3)2 par exemple) ou de l'extrémité de ses chaînes (hydroxyle –OH, par exemple). Les chaînes elles-mêmes sont constituées de monomères organiques (à base de carbone, d'azote, d'oxygène et d'hydrogène) répétés plusieurs dizaines de fois. On utilise les liants oxygénés pour les propergols froids. Les polysiloxanes –[SiR2–O–]p présentent l'inconvénient d'être bâtis sur le silicium, qui est un atome lourd et dont le produit de combustion (le dioxyde de silicium SiO2) est solide. Les meilleurs liants sont en fait des hydrocarbures, entièrement combustibles et donc sans oxygène ni azote dans leur chaîne.
Les pré-polymères les plus employés pour réaliser le liant des propergols composites sont :
- le polybutadiène, notamment le polybutadiène hydroxytéléchélique (PBHT), à terminaisons hydroxyle
- le polyuréthane
- le terpolymère polybutadiène – acide acrylique – acrylonitrile (PBAN), moins toxique que le PBHT.

Un agent de réticulation donne sa cohérence au pré-polymère en assurant les liaisons entre chaînes macromoléculaires (par exemple un diisocyanate formant des ponts uréthanne entre les hydroxyles terminaux du pré-polymère d'une part et ceux d'un triol d'autre part), tandis qu'un plastifiant est utilisé pour faciliter la mise en forme du bloc de propergol. L'ensemble constitue le liant, qui représente typiquement 10 à 15 % de la masse du propergol composite.

## Oxydants
Le liant incorpore un certain nombre de charges qui déterminent les caractéristiques énergétiques du propergol. On a toujours au moins une charge oxydante, qui a pour caractéristique d'avoir une enthalpie de formation aussi élevée que possible, de se décomposer à température raisonnable et de fournir de l'oxygène au cours de sa décomposition afin de pouvoir entre autres brûler le liant. Les principaux oxydants avec lesquels on charge les propergols solides sont :
- le perchlorate d'ammonium NH4ClO4
- le perchlorate de potassium KClO4
- le nitrate d'ammonium NH4NO3
- l'octogène (HMX), l'hexogène (RDX) voire la nitroguanidine H2N–C(=NH)–NH–N+OO−.

L'oxydant représente typiquement 60 à 70 % de la masse d'un propergol composite.

## Combustibles
Le liant peut être employé seul comme combustible, mais le plus souvent ce rôle est dévolu à une poudre métallique, principalement :
- l'aluminium avec le perchlorate d'ammonium (couple oxydant / combustible le plus énergétique)
- le magnésium avec le nitrate d'ammonium et le perchlorate d'ammonium

La poudre métallique combustible représente typiquement 15 à 20 % d'un propergol composite.

## Nomenclature et applications

Schéma du lanceur Vega.

En France, l'appellation d'un propergol composite répond à une nomenclature décrivant précisément la nature du liant, de l'oxydant et du combustible employés, c'est-à-dire :
1. un préfixe désignant le pré-polymère du liant :
  - buta- : polybutadiène
  - iso- : polyuréthane
  - nitra- : liant nitré
  - plasto- : chlorure de polyvinyle
  - sili- : silicone
  - sulfu- : polysulfure
2. un infixe d'une lettre désignant l'oxydant :
  - -l- : perchlorate d'ammonium NH4ClO4
  - -m- : hexogène (RDX) ou octogène (HMX)
  - -n- : nitrate d'ammonium NH4NO3
  - -p- : perchlorate de potassium KClO4
3. et un suffixe désignant la charge métallique :
  - -abe : béryllium
  - -ane : aluminium
  - -èbe : bore
  - -ite : pas de métal.

Ainsi, le butalane 69-19, utilisé par exemple par le 1er étage de la fusée Vega dont le premier vol a eu lieu en 2012, est un propergol composite à perchlorate d'ammonium associant 69 % de perchlorate d'ammonium comme oxydant à 19 % d'aluminium comme combustible dans 12 % de liant à base de polybutadiène.
D'une manière générale, les propergols composites dans toute leur diversité sont très largement employés dans tous les engins spatiaux à propergols solides, y compris les missiles balistiques intercontinentaux, mais aussi dans les simples missiles moyenne et courte portée.